# Crni Vrh (Medveđa)
Pour les articles homonymes, voir Crni Vrh.
Crni Vrh (en serbe cyrillique : Црни Врх) est un village de Serbie situé dans la municipalité de Medveđa, district de Jablanica. Au recensement de 2011, il comptait 86 habitants.

## Démographie
| 1948 | 1953 | 1961 | 1971 | 1981 | 1991 | 2002 | 2011 |
| ---- | ---- | ---- | ---- | ---- | ---- | ---- | ---- |
| 426  | 455  | 423  | 328  | 312  | 167  | 141  | 86   |

|  |